# 天长体育场
天长体育场，是越南南定市的一个多用途体育场。:791

## 概况
天长体育场主要用于足球比赛，是南定足球俱乐部的主场，可容纳30,000人。天长体育场位于南定市邓春韶路，与南定省人民委员会相对，拥有115米×72米的大型天然草地，其面积仅次于美亭國家體育場。体育专家对这幅风景画的美感和艺术品质给予了积极评价。此外，该体育场被媒体称为“梦剧场”。 2003年，天长体育场举办了2003年東南亞運動會女子足球比赛。越南国家队和越南国奥队的很多国际比赛都在这里进行。
体育场有20个大门，分为 A、B、C和D四个区域。A区和B区均可容纳 7,000人，而C区和D区各有 3,000 个座位。有四间运动员室、四间教练室、三间保健室、贵宾室和食堂。草是从泰国进口的纯正优良品种，符合越南的气候。
根据南定省人民委员会的预算，整个项目需要大约740亿越南盾。后来实际用了约为705亿越南盾。因此，这是唯一没有超过批准投资预算的项目。 
2022年4月-5月，该体育场承办了第31届东运会的男足比赛。2023年6月20日，越南国足与叙利亚队的友谊赛在南定省天长体育场举行。